# Colletes rufocinctus
Colletes rufocinctus là một loài Hymenoptera trong họ Colletidae. Loài này được Cockerell mô tả khoa học năm 1929.